# Visigodos

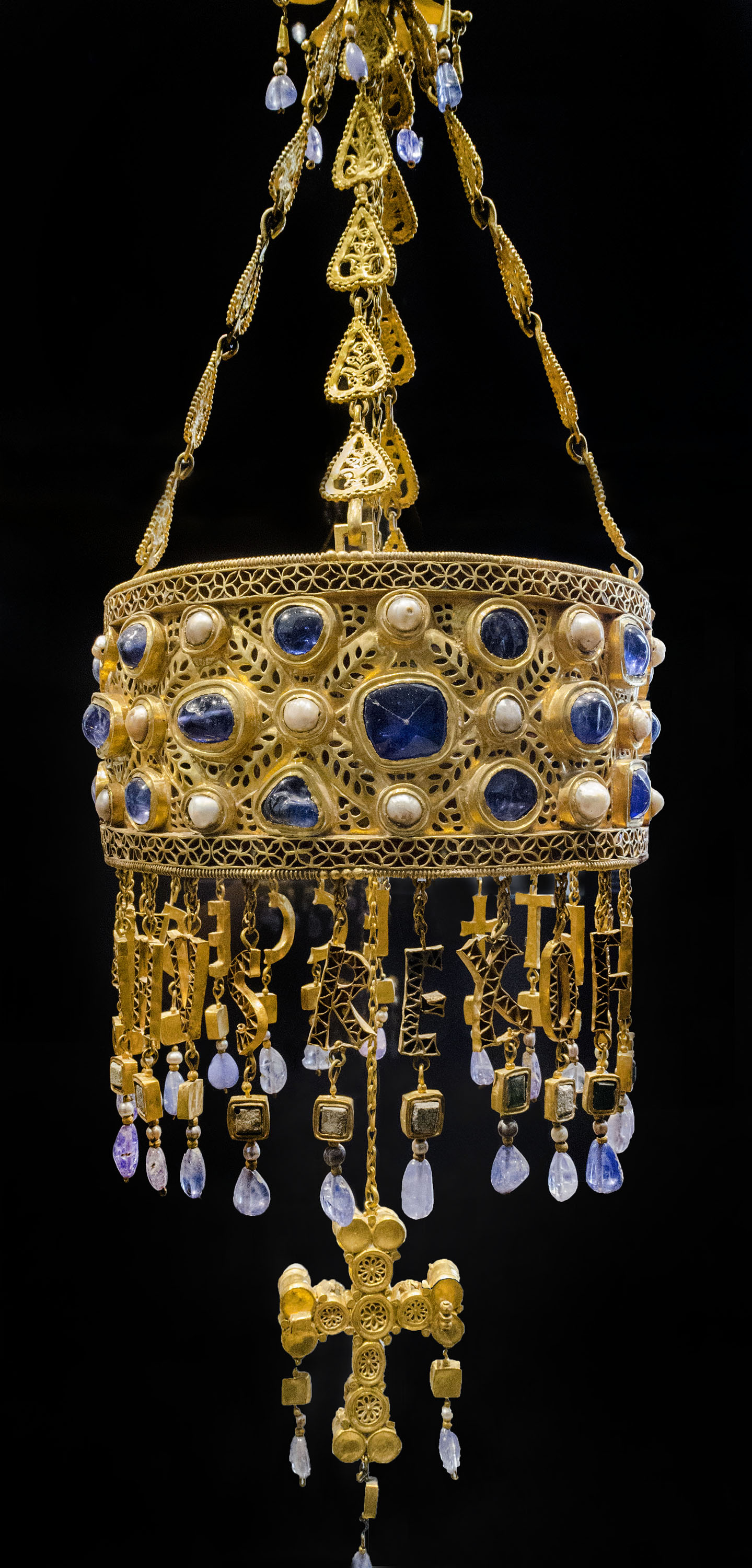
Detalhe da coroa votiva de Recceswinth do Tesouro de Guarrazar (Toledo, Espanha), exposto em Madri. As letras penduradas soletram [R]ECCESVINTHVS REX OFFERET [O Rei R. oferece].

Os visigodos (AFI: [ˈvɪzɪɡɒθs]; em latim: Visigothi; Wisigothi; Vesi; Visi; Wesi; Wisi) foram um de dois ramos em que se dividiram os godos, um povo germânico originário do leste europeu, sendo o outro os ostrogodos. Ambos pontuaram entre os bárbaros que penetraram o Império Romano tardio no período das migrações. Após a queda do Império Romano no Ocidente, os visigodos tiveram um papel importante na Europa nos 250 anos que se seguiram, particularmente na Península Ibérica, onde substituíram o domínio romano na Hispânia, reinando de 418 até 711, data da invasão muçulmana.
Alguns autores defendem a origem do nome "visigodo" na palavra Visi ou Wesa ("bom") e do nome Ostro, de astra (resplandescente). Mas a opinião mais consagrada considera a origem da palavra na denominação de "godos do oeste", do alemão "Westgoten", "Wisigoten" ou "Terwingen", por comparação com os ostrogodos ou "godos do leste" — em alemão "Greutungen", "Ostrogoten" ou "Ostgoten".
Os vestígios visigóticos em Portugal e Espanha incluem várias igrejas e descobertas arqueológicas crescentes, mas destaca-se também a notável quantidade de nomes próprios e apelidos que deixaram nestas e noutras línguas românicas. Os visigodos foram o único povo a fundar cidades na Europa ocidental após a queda do Império Romano e antes do pontuar dos carolíngios. Contudo o maior legado dos visigodos foi o direito visigótico, com o Código Visigótico, código legal que formou a base da legislação usada na generalidade da Ibéria cristã medieval durante séculos após o seu reinado, até ao século XV, já no fim da Idade Média.

## História

### Origem e migrações dos visigodos

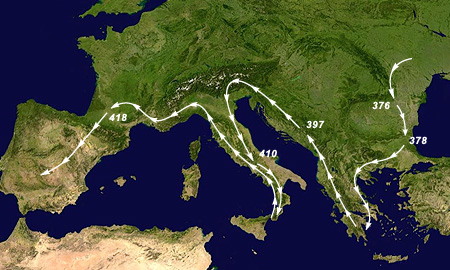
Migrações visigóticas com percurso e datas

Os visigodos emergiram como um povo distinto no século IV, inicialmente nos Bálcãs onde participaram em várias guerras com os romanos, e por fim avançando por Itália e saqueando Roma sob o comando de Alarico, no ano 410. Este povo conquistou no século III a Dácia, província romana situada na Europa centro-oriental. No século IV, antes da ameaça dos hunos, o imperador bizantino Valente concedeu refúgio aos visigodos ao sul do rio Danúbio, mas a arbitrariedade dos funcionários romanos levou-os à revolta. Penetraram nos Balcãs e, em 378, esmagaram o exército do imperador Valente na Trácia, nas proximidades da cidade de Adrianópolis (atual Edirne). Quatro anos depois, o imperador Teodósio, o Grande conseguiu estabelecê-los nos confins da Mésia Secunda, província situada ao norte dos Balcãs. Tornou-os federados do império e deu-lhes posição proeminente na defesa. Os visigodos prestaram uma ajuda eficaz a Roma até 395, quando começaram a mudar-se para oeste. Em 401, chefiados por Alarico, que rompera com os romanos, entraram na Itália e invadiram a planície do Pó, mas foram repelidos. Em 408, atacaram pela segunda vez e chegaram às portas de Roma, que foi tomada e saqueada em 410.

### Corte em Tolosa

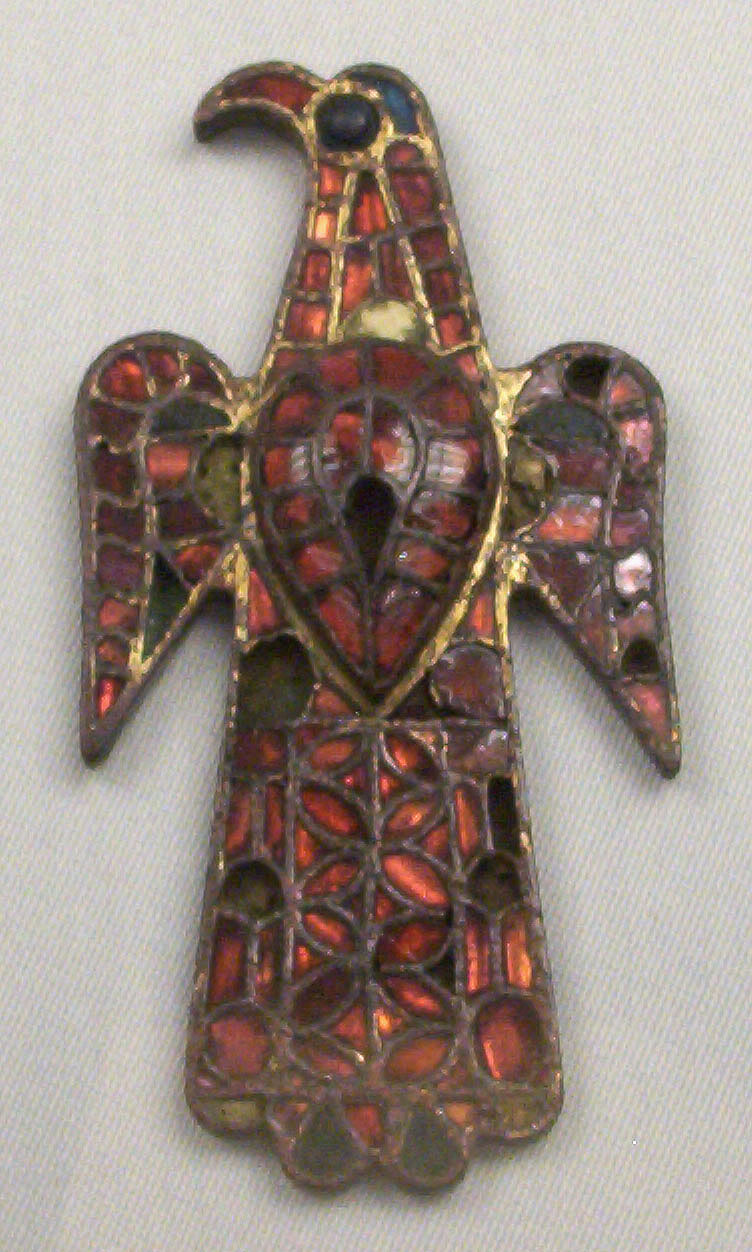
Fíbula (fivela de cinto) visigótica. Bronze e pasta vítrea
Alovera, século VI

Nos anos seguintes ao saque de Roma, o rei Ataulfo estabeleceu-se com seu povo no sul da Gália e na Hispânia e, em 418, firmou com o futuro imperador Constâncio III um tratado pelo qual os visigodos se fixavam como federados na província de Aquitânia Segunda, na Gália. A monarquia visigoda consolidou-se com Teodorico I, que enfrentou os hunos de Átila na Batalha dos Campos Cataláunicos. Em 475, Eurico declarou-se monarca independente do Reino Visigodo de Tolosa, que incluía a maior parte da Gália Aquitânia e a Hispânia. Seu reinado foi extremamente benéfico para o povo visigodo: além da obra política e militar, Eurico cumpriu uma monumental tarefa legislativa ao reunir as leis dos visigodos, pela primeira vez, no Código de Eurico, conservado num palimpsesto em Paris. Seu filho Alarico II codificou, em 506, o direito de seus súbditos romanos, na Lex romana visigothorum, mas carecia dos dotes políticos do pai e perdeu quase todos os domínios da Gália em 507, quando foi derrotado e morto pelos francos de Clóvis, na Batalha de Vouillé, perto de Poitiers. Desmoronou então o reino de Tolosa e os visigodos foram obrigados a transferir-se para a Hispânia.

### Corte em Toledo

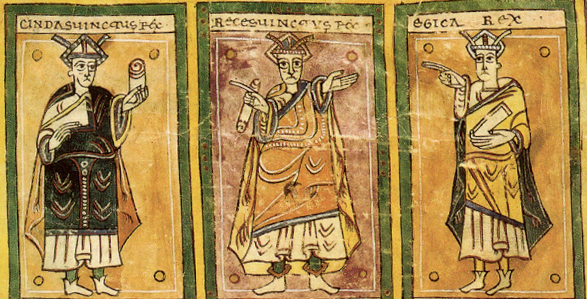
Os reis visigodos Quindasvinto, Recesvinto e Égica segundo o Codex Vigilanus

O Reino Visigótico na Península Ibérica esteve durante algum tempo sob o domínio dos ostrogodos da Itália, mas logo recuperou a sua velha autonomia. Até conquistar o domínio sobre toda a Península Ibérica, os visigodos enfrentaram suevos, alanos e vândalos, grupos de guerreiros germanos que haviam ocupado a região desde antes de sua chegada. A unidade do reino teria sido completa já durante o reinado de Leovigildo, mas ficou comprometida por, dentre outros problemas, uma questão religiosa: os visigodos professavam o arianismo e os hispano-romanos eram católicos. O próprio filho de Leovigildo, Hermenegildo, chegou a sublevar-se contra o pai, depois de converter-se ao catolicismo. Mas esse obstáculo para a fusão com os hispano-romanos resolveu-se em 589, ano em que o rei Recaredo proclamou o catolicismo religião oficial da Hispânia visigótica. Na realidade, as aristocracias goda e hispano-romana se encontravam de tal forma entrelaçadas, que a existência da diferença religiosa e de leis específicas para cada um dos grupos era naquele momento apenas uma barreira formal: na prática, os casamentos mistos eram comuns, e a própria divergência religiosa podia ser matizada, como se pode comprovar pelo facto de a Igreja Católica na região nunca ter passado por perseguições sistemáticas por parte da monarquia visigoda, até o reinado de Leovigildo.

Outro indício de que a diferença religiosa entre godos e hispano-romanos já não era um elemento de distinção fundamental (se algum dia o foi), é o facto de a própria rebelião do filho católico de Leovigildo ter sido apoiada também por aristocratas arianos. A conversão de Recaredo, no Terceiro Concílio de Toledo, em 589, marcou o início de uma estreita aliança entre a monarquia visigoda e a Igreja Católica ibérica, desenvolvida marcadamente ao longo do século VII, a qual ganharia uma expressão peculiar em textos de intelectuais eclesiásticos da época, cujo ícone mais famoso é Isidoro de Sevilha. A monarquia visigoda foi destruída em 711 pela invasão muçulmana procedente do norte de África, que substituiria o Reino Visigótico por Al-andaluz.

### Fim da monarquia, invasões e resistência (711-722)

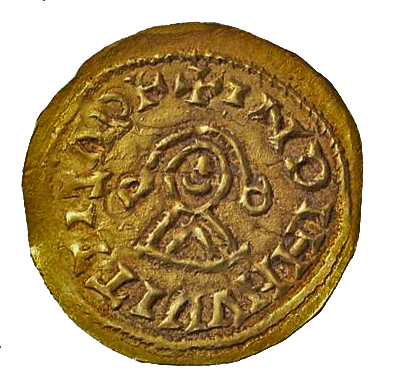
Moeda de ouro do rei Vitiza, em Bracara

A monarquia dos visigodos era eletiva. Com a morte do rei Vitiza em c. 710, as cortes reuniram-se para eleger o seu sucessor, constituindo-se duas facções em disputa pela eleição: o grupo do seu filho Ágila II e o de Rodrigo, o último rei visigodo de Toledo. Rodrigo foi eleito em cortes muito disputadas, provavelmente na primavera de 710, mas a facção que apoiava o filho de Vitiza não aceitou a sua eleição e iniciou-se um período de guerra civil.
Os partidários de Ágila solicitaram, então, apoio ao governador muçulmano de África, Tárique, abrindo-lhe as portas de Ceuta e incitando-o a enviar uma expedição militar à Península, já que, desde o final do século VI, os judeus vinham sendo perseguidos naquela região. Esta defesa era sustentada pelo facto de, desde 612, os regentes terem decretado o batismo compulsório de judeus, por decreto real, sob pena de confisco dos bens ou expulsão daquela terra.

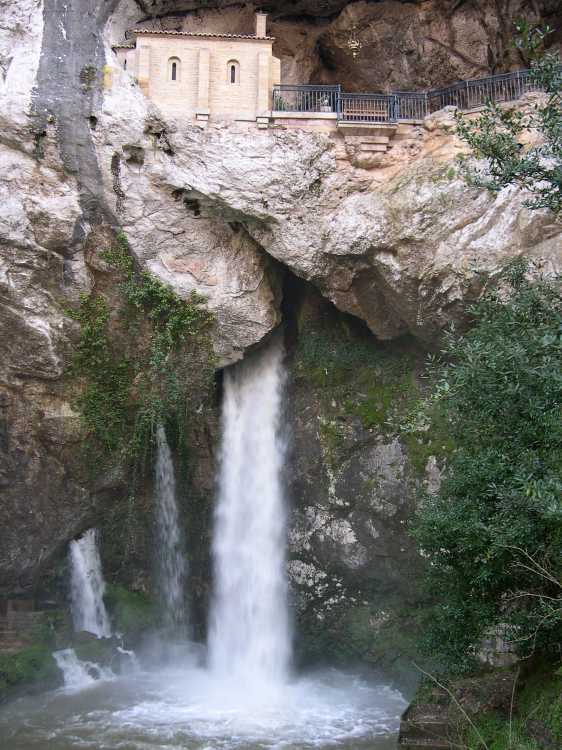
Santuário de Covadonga, gruta que foi quartel-general de Pelágio das Astúrias

Em 711, sob o comando do próprio Tárique, tropas muçulmanas atravessaram o estreito de Gibraltar e venceram os partidários de Rodrigo na Batalha de Guadalete. Contudo, após a vitória, os muçulmanos não colocaram Ágila no trono e foram alargando as suas conquistas pela Península Ibérica, território designado em língua árabe como Al-andaluz, da qual, por fim, ficaram senhores, colocando sob tutela cristãos e judeus, pois ambos sofriam ataques e combatiam-se mutuamente.
Abdalazize ibne Muça (ou Abdul-el-Aziz), primeiro walis (governador muçulmano) do Al-Andalus, subjugou a Lusitânia e a Hispânia Cartaginense, saqueando as cidades do norte que lhe abriam as portas e atacando aqueles que lhe tentaram resistir. Às suas investidas escapou, porém, uma parte das Astúrias, no norte, onde se refugiou um grupo de visigodos sob o comando de Pelágio. Uma caverna nas montanhas servia simultaneamente de paço ao rei e de templo de cristão. Por vezes, Pelágio e seus companheiros desciam das montanhas em surtidas para atacar os acampamentos islâmicos ou as aldeias despovoadas de cristãos. Um desses ataques, a designada Batalha de Covadonga, travada em 722, marcou, segundo muitos historiadores, o início do longo processo de retomada dos territórios ocupados ao qual se deu o nome de Reconquista.

A partir do pequeno território que Pelágio designou como Reino das Astúrias, os cristãos (hispano-godos e lusitano-suevos), acantonados nas serranias do norte e noroeste da Península, foram, gradualmente, formando novos reinos, que se estenderam para o sul. Surgiram, assim, os reinos de Castela, Leão (de onde derivou, mais tarde, o Condado Portucalense e, subsequentemente, Portugal), Navarra e Aragão. O reino das Astúrias durou de 718 a 925, quando o rei asturiano Fruela II ascendeu ao trono do Reino de Leão, unificando os dois reinos.

## Cultura visigótica

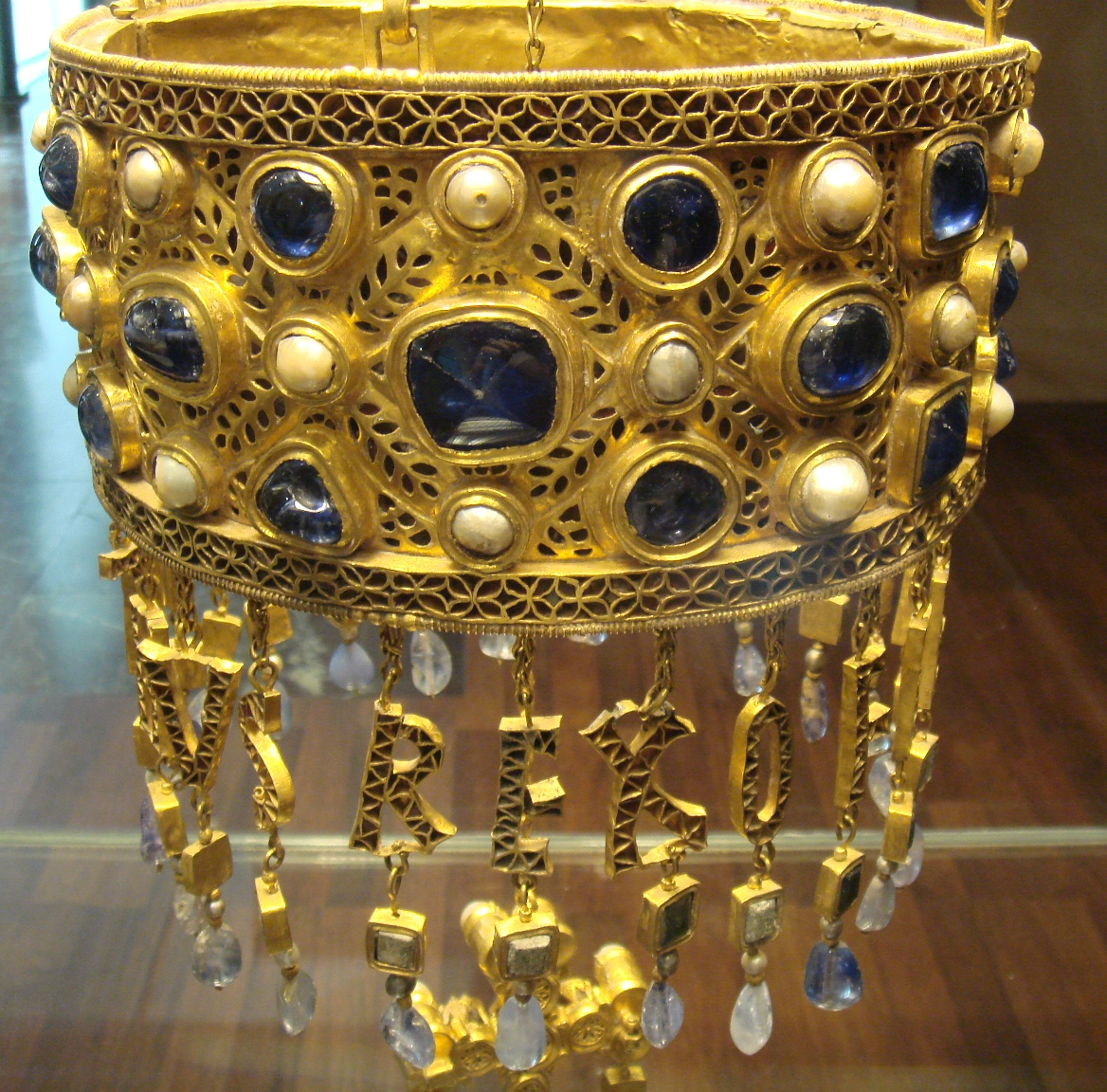
Detalhe da coroa votiva do rei visigodo Recesvinto († 672), em ouro e pedras preciosas. Parte do Tesouro de Guarrazar oferecido pelos reis visigodos à Igreja Católica, como gesto de ortodoxia da sua fé e de respeito pela hierarquia eclesiástica da Hispânia

### Religião
Os visigodos, assim como outros povos germânicos, originalmente seguiam o que é hoje conhecido como paganismo germânico. No início da Idade Média, os germânicos foram lentamente se convertendo ao cristianismo, mas muitos elementos da cultura pré-cristã permaneceram firmes após o processo de conversão.
Os visigodos, ostrogodos e vândalos foram cristianizados enquanto ainda viviam fora dos limites do Império Romano. No entanto, adotaram o arianismo, uma visão cristológica da igreja primitiva, considerada herética pela Igreja Católica, desde o Primeiro Concílio de Niceia, em 325.
Existia, portanto, uma diferença religiosa entre os povos católicos da Hispânia e os visigodos, que professavam o arianismo. Os visigodos ibéricos mantiveram-se arianos até 589. Existiam também divisões profundas entre a população católica da Península, anteriores à chegada dos visigodos. Logo no início do pontificados do Papa Leão I, nos anos 444-447, Turríbio, Bispo de Astorga, enviou a Roma um memorando avisando sobre a sobrevivência do priscilianismo, uma corrente ascética, pedindo auxilio à Santa Sé. Leão interveio, enviando um conjunto de normas que cada bispo deveria assinar: todos o fizeram. Contudo, um segmento significativo das comunidades cristãs ibéricas afastava-se da hierarquia ortodoxa e considerava bem vinda a tolerância dos visigodos arianos.
Os visigodos evitavam interferir entre os católicos mas estavam interessados no decorum e na ordem pública. Em 589, o rei Recaredo converteu o seu povo ao catolicismo. Com a conversão dos reis visigodos, os bispos católicos aumentaram o seu poder até, no Quarto Concílio de Toledo, em 633, tomaram para si o direito dos nobres, de escolher um rei entre a família real. A perseguição visigótica aos judeus começou após a conversão de Recaredo, quando em 633 este mesmo sínodo de bispos declarou que todos deveriam ser batizados.

### Direito visigótico e legado

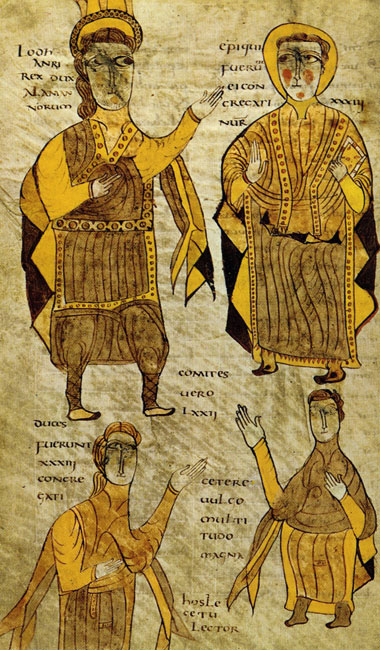
Breviário de Alarico, compilação de leis romanas do reino de Tolosa sob r.

Os visigodos caracterizaram-se pela imensa influência que receberam da cultura e da mentalidade política romana, realizando um importante trabalho de compilação cultural e jurídica. Destaca-se o Direito visigótico, com figuras como Isidoro de Sevilha e obras jurídicas como o Código de Eurico, a Lex romana visigothorum e o Liber iudiciorum, código visigótico que forneceu as bases da estrutura jurídica medieval na Península Ibérica, que expressam o grau de desenvolvimento cultural que o Reino Visigótico alcançou. Os visigodos influenciaram também formas artísticas originais, como o arco de ferradura e a planta cruciforme das igrejas.

### Arquitetura
Os poucos exemplares sobreviventes da arquitetura visigótica do século VI são a igreja de Sant Cugat del Vallés em Barcelona, a ermida e igreja de Santa Maria de Lara, a Capela de São Frutuoso em Braga, a Igreja de São Gião na Nazaré e alguns vestígios da Igreja de Cabeça de Grego, em Cuenca. Contudo o seu estilo propagou-se nos séculos seguintes, embora os exemplos mais notáveis sejam rurais e estejam na maioria em ruínas. Os visigodos influenciaram formas artísticas originais, como o arco de ferradura e a planta cruciforme das igrejas.
Algumas das características da arquitetura visigótica são: Planta de basílica, e por vezes cruciforme, podendo ser uma combinação de ambas, com espaços bem compartimentados; Arcos em forma de ferradura sem pedras de fecho; Abside rectangular exterior; Uso de colunas e pilares com capitéis coríntios de desenho particular; Abóbodas com cúpulas nos cruzamentos; Paredes em blocos alternando com tijolos; Decoração com motivos vegetais e animais. Exemplares sobreviventes de arquitectura visigótica: Capela de São Frutuoso (Braga), Igreja de São Gião (Nazaré), San Juan de Baños de Cerrato (Palência), Cripta de San Antolín de Palência, San Pedro de la Mata (Toledo), Santa Comba de Bande (Ourense), San Pedro de la Nave (Samora), Santa María de Quintanilla de las Viñas (Burgos), Santa María de Melque (Toledo).

## Assentamentos e cidades
O assentamento visigótico foi concentrado junto do rio Garona entre Bordéus e Tolosa na Aquitânia, e depois na Espanha e Portugal entre o rio Ebro, no entorno da cidade de Mérida, entre os trechos superiores do rio Douro, na Comarca de Tierra de Campos também conhecida como Campo Gótico (em latim: Campi Gothorum) em Castela e Leão, Astúrias e Toledo, e junto do rio Tejo e norte de Lisboa. Pequenos assentamentos visigóticos existiram em outras partes do reino.

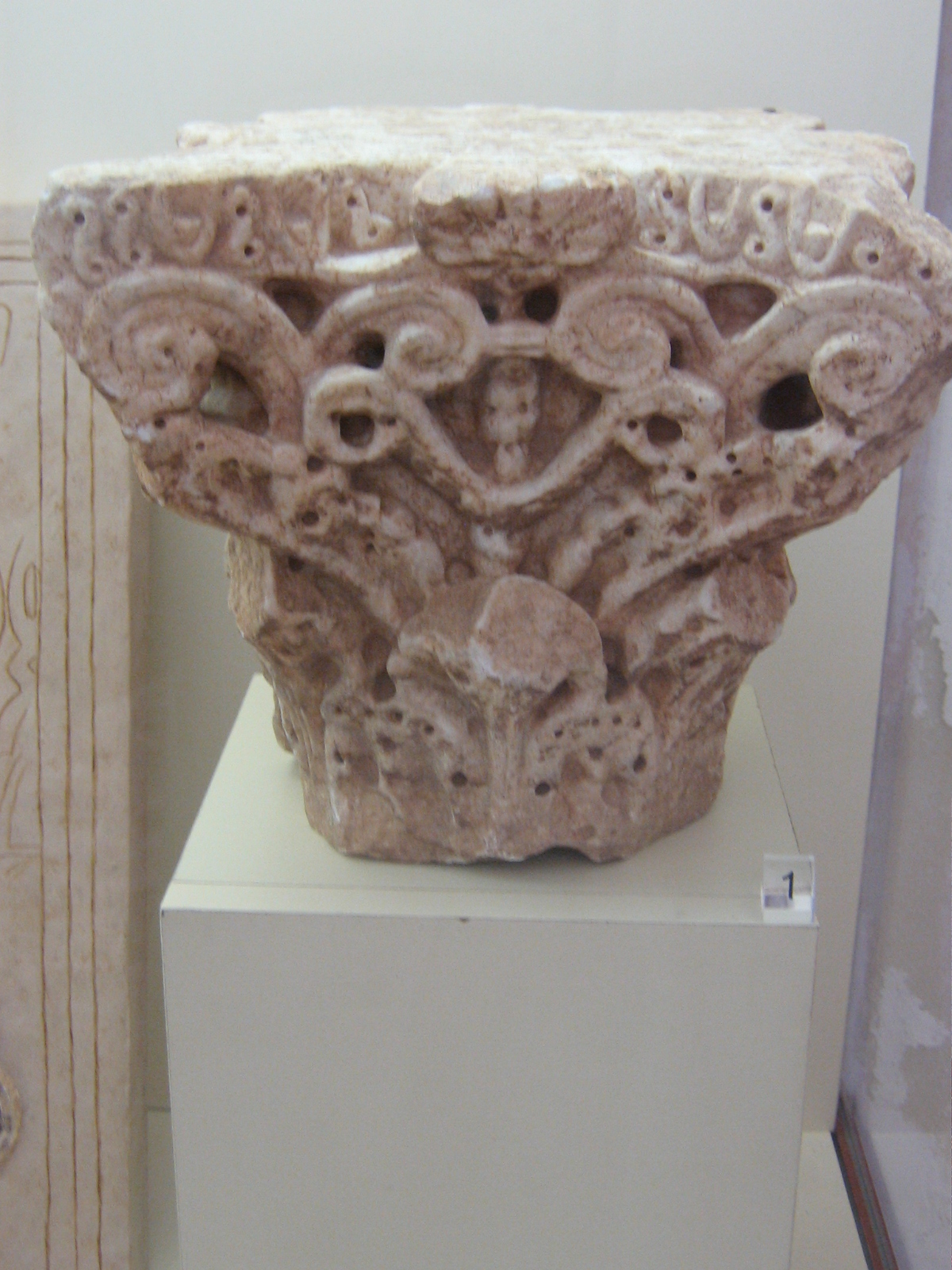
Capitel visigodo encontrado no Castelo de Silves, Silves.
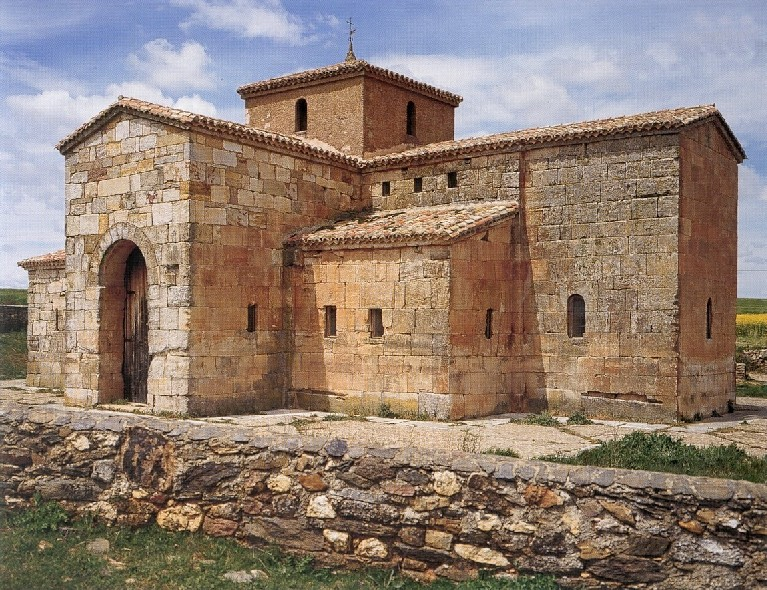
Igreja de San Pedro de la Nave, Samora.
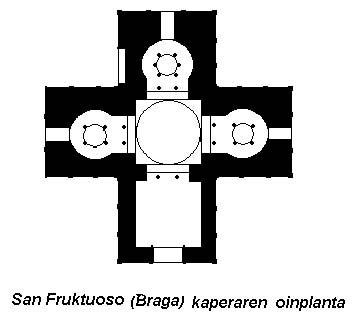
Planta cruciforme da Capela de São Frutuoso.
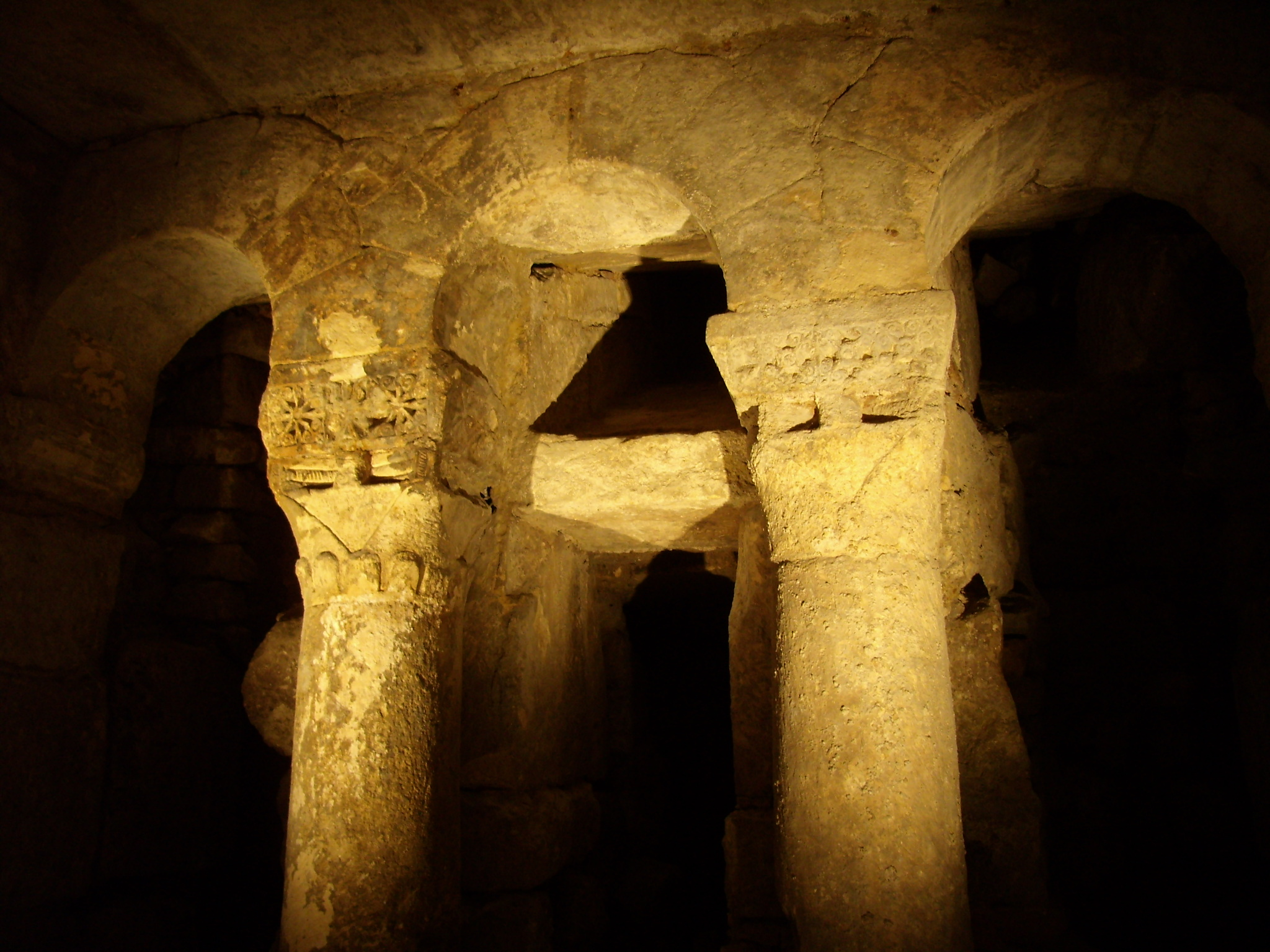
Restos visigóticos (com arcos em ferradura) na cripta da Catedral de Palência.
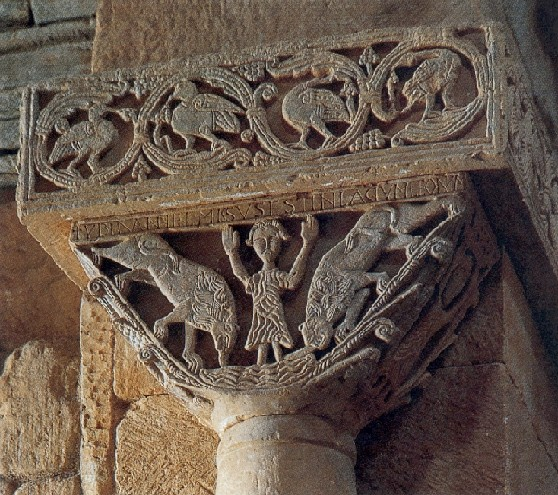
Capitel da igreja visigótica de San Pedro de la Nave. Samora, Espanha.